# آلاله یخچال
آلاله یخچال (انگلیسی: Ranunculus glacialis)، گونه‌ای از تیرهٔ آلالگان است. این گیاه، علفی چندساله و به‌طور معمول با ارتفاع ۵ تا ۱۰ (گاهی تا ۲۰) سانتی‌متر است. اغلب دارای تنها یک گل نسبتاً بزرگ (به قطر ۱٫۸ تا ۳٫۸ سانتی‌متر) با پنج گلبرگ است که در آغاز سفید و سپس صورتی یا متمایل به قرمز می‌شود. سطح زیرین پنج کاسبرگ این گیاه، پرپشت و قهوه‌ای‌رنگ است. برگ‌ها ضخیم، براق و دارای بریدگی‌های عمیق‌اند و به سه برچه تقسیم می‌شوند.
براساس نمونه‌های گرینلندی، عدد کروموزومی این گونه برابر با 2n = ۱۶ گزارش شده است.

## پراکنش و زیستگاه
آلاله یخچال گیاهی قطبی-آلپی است که در ارتفاعات بلند جنوب اروپا (از جمله آلپ، پیرنه، کوه‌های کارپات و سیرا نوادا (اسپانیا)) یافت می‌شود و همچنین در شبه‌جزیره اسکاندیناوی، ایسلند، جزایر فارو، یان ماین، سوالبارد، شرق گرینلند و فنلاند پراکندگی دارد. این گیاه در فنلاند گونه‌ای در معرض خطر محسوب می‌شود و تحت حفاظت قرار دارد.
از آن به‌عنوان یکی از مرتفع‌ترین گیاهان گل‌دهنده در آلپ یاد می‌شود که در ارتفاعاتی بالاتر از ۴٬۰۰۰ متر نیز شکوفا می‌گردد.
زیستگاه این گونه عمدتاً شامل دامنه‌های سنگلاخی، حاشیهٔ برف‌چاله‌ها و کناره‌های جریان‌های آب حاصل از ذوب برف است.

## زیرگونه‌ها
چندین زیرگونه از این گیاه شناسایی شده‌اند.
یکی از زیرگونه‌ها به نام Ranunculus glacialis subsp. chamissonis، در دو سوی تنگه برینگ در سیبری (روسیه) و آلاسکا یافت می‌شود.

## مطالعهٔ بیشتر

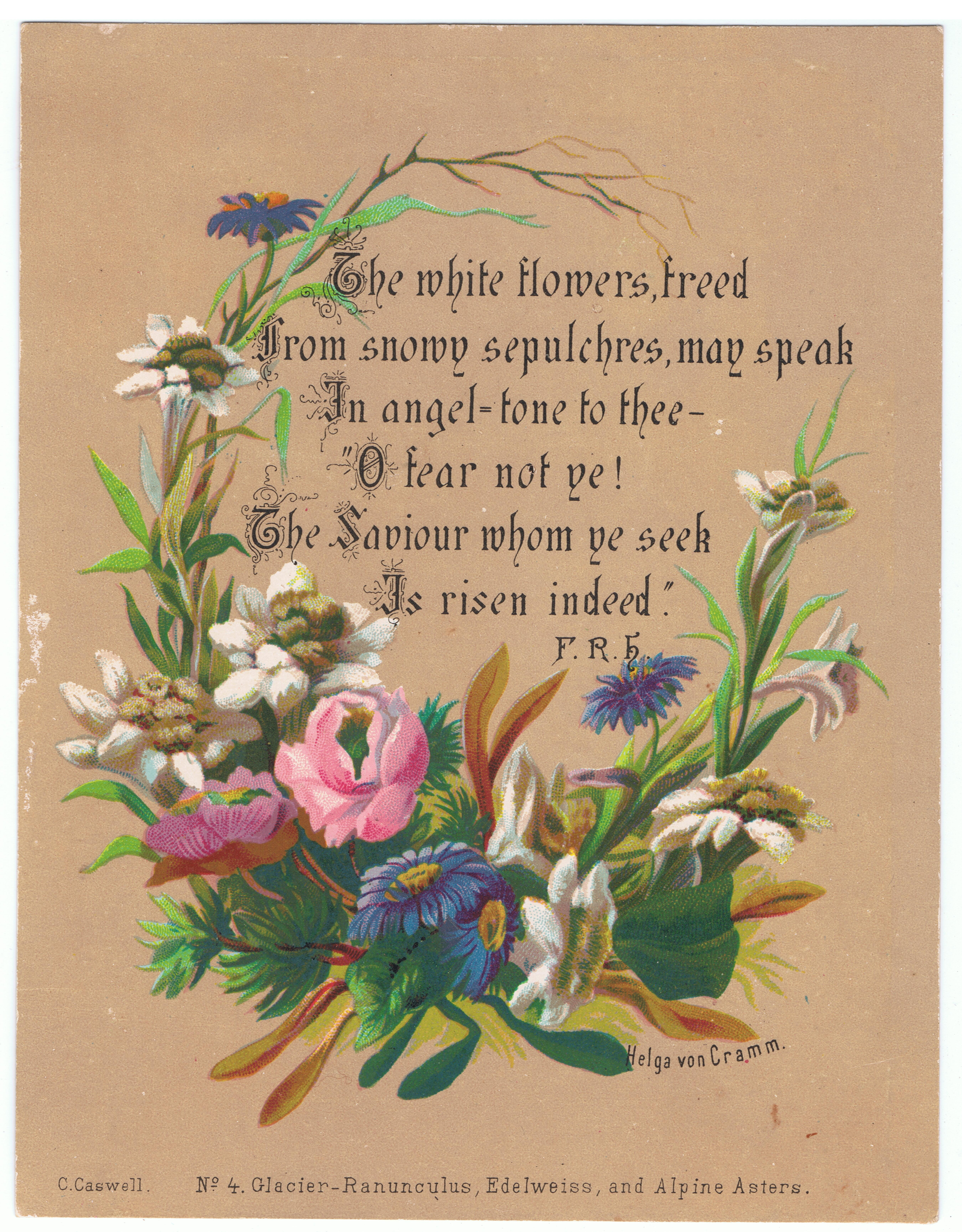
نقاشی چاپ‌سنگی از آلاله یخچالی، با گل ادلوایس و گل‌ستاره‌ای آلپی اثر هلگا فون کرام، همراه با سروده‌ای از فرانسیس ریدلی هاورگل، حدود ۱۸۷۰ میلادی

- Totland, Ø. & Alatalo, J. M. (2002). تأثیر دما و زمان ذوب برف بر رشد، تولیدمثل و زمان گل‌دهی در گیاه قطبی-آلپی Ranunculus glacialis. *Oecologia*, 133(2), 168–175. [(https://doi.org/10.1007/s00442-002-1028-z)]
- Wagner, J. , Steinacher, G. & Ladinig, U. (2010). موفقیت تولیدمثل آلاله یخچالی در مرزهای ارتفاعی زندگی گیاهی. *Protoplasma*, 243(1–4), 117–128. [(https://doi.org/10.1007/s00709-۰۰۹-۰۱۰۴-۱)]